# AT-X (mạng truyền hình)
AT-X (アニメシアターX Anime Shiatā Ekkusu) là một mạng truyền hình anime của Nhật Bản có trụ sở tại Minato, Tokyo. AT-X thuộc sở hữu của AT-X, Inc., một công ty cổ phần thành lập vào 26 tháng 6 năm 2000. AT-X đã phát sóng các nội dung anime thông  qua vệ tinh và cáp kể từ ngày 24 tháng 12 năm 1997.

## Lịch sử
- 24 tháng 12, 1997 - AT-X bắt đầu được phát sóng trên DirecTV.
- 30 tháng 11, 1998 - Bandai Chara Net TV (do Bandai sở hữu, từng được AT-X phát qua) đóng cửa do SkyPort (nhà cung cấp vệ tin của nó; công ty con của Mitsubishi - thuộc quyền sở hữu của Space Communications Corporation) ngừng hoạt động. AT-X chuyển sang vệ tinh "SuperBird C".
- 1999 - AT-X phát sóng "Diamond Time", chương trình đầu tay của họ.
- 26 tháng 6, 2000 - AT-X Inc. được thành lập.[1]
- 30 tháng 9, 2000 - DirecTV ngừng hoạt động tại Nhật Bản.
- 1 tháng 10, 2000 - AT-X được phát sóng trên Sky! PerfecTV.
- Tháng 5, 2001 - Figure 17, anime đầu tiên được AT-X tài trợ bắt đầu khởi sóng.
- Năm 2002 - AT-X được phát sóng trên Sky! PerfecTV 2.
- 26 tháng 1, 2004 - Ra mắt "AT-X Shop", cửa hàng trực tuyến của AT-X.
- 12 tháng 7, 2005 - Phiên bản di động của cửa hàng ra mắt
- 1 tháng 4, 2009 - Giá đăng ký lên đến 1890 yên. Bắt đầu lên lịch phát sóng 24 giờ.
- Tháng 6, 2009 - Iwata Keisuke từ TV Tokyo trở thành chủ tịch của công ty.[2]
- 1 tháng 10, 2009 - SKY HD! bắt đầu phát sóng AT-X HD.
- 1 tháng 11, 2009 - Hikari TV bắt đầu phát sóng AT-X HD.
- 27 tháng 1, 2010 - Sky! e2 chuyển tỷ lệ khung hình từ 4:3 sang 16:9 trong khi vẫn giữ độ nét tiêu chuẩn.
- 1 tháng 10, 2011 - J:COM phát sóng AT-X HD.[3]
- 1 tháng 10, 2012 - Cấu hình AT-X được cải tiến lại đáng kể.
- Tháng 12, 2012 - AT-X gia nhập Association of Copyright for Computer Software (ACCS; tạm dịch: Hiệp hội bảo vệ Phần mềm Máy tính), với nỗ lực ngăn chặn video bị đăng lậu của họ khỏi Internet.[4]
- 28 tháng 2, 2013 - Ngừng phát các chương trình SD, chuyển sang phát HD.[5]
- 18 tháng 4, 2013 - AT-X phát sóng bộ hoạt hình nước ngoài (như Pony bé nhỏ – Tình bạn diệu kỳ) bằng Tiếng Nhật
- 29 tháng 11, 2013 - Đóng cửa hàng trực tuyến "AT-X Shop".[6]
- 24 tháng 12, 2017 - AT-X kỉ niệm 20 năm thành lập với việc chuẩn bị phát sóng các anime vào năm 2018.[7]
- 31 tháng 3, 2019 - AT-X ngừng phát sóng trên LEONET.[8]